# 4341 Poseidon
För andra betydelser, se Poseidon (olika betydelser).
4341 Poseidon eller 1987 KF är en asteroid i huvudbältet som upptäcktes den 29 maj 1987 av den amerikanska astronomen Carolyn S. Shoemaker vid Palomar-observatoriet. Den är uppkallad efter den grekiska mytologins havsgud Poseidon.
Den tillhör asteroidgruppen Apollo.